# BKK Bauknecht
Die BKK Bauknecht war eine deutsche gesetzliche Krankenversicherung aus der Gruppe der Betriebskrankenkassen.
Sie wurde am 1. August 1953 als Betriebskrankenkasse der Bauknecht GmbH gegründet. 1983 erfolgte eine Namensänderung zur BKK Bauknecht. Bei der Betriebskrankenkasse konnten sich zunächst nur Mitarbeiter der Bauknecht GmbH versichern. Seit 1996 war die Krankenkasse auch für Mitglieder aus anderen Berufsgruppen, jedoch nur aus den Ländern Baden-Württemberg, Bayern, Berlin, Bremen, Niedersachsen, Nordrhein-Westfalen, Saarland, Sachsen und Thüringen geöffnet. Grundlage dafür bildete das 1996 eingeführte Recht auf freie Krankenkassenwahl. Am 1. Januar 1998 erfolgte eine Fusion mit der BKK Werner & Pfleiderer GmbH; am 1. Oktober 1999 folgte eine weitere Fusion mit der BKK Breuninger, der  Betriebskrankenkasse der Breuninger GmbH.
Zum 1. Januar 2005 fusionierte die BKK Bauknecht gemeinsam mit der BeneVita BKK und der CITY BKK. Als Name für die neue Betriebskrankenkasse wurde der der CITY BKK übernommen.